# Врубльовський
Врубльо́вський (рос. Врублёвский) — селище у складі Китмановського району Алтайського краю, Росія. Входить до складу Сунгайської сільської ради.

## Населення
Населення — 3 особи (2010; 29 у 2002).
Національний склад (станом на 2002 рік):
- росіяни — 100 %